# 딱정벌레과
딱정벌레과는 딱정벌레목에 속하는 육식성 곤충의 분류이다.
대체로 납작하고 길쭉한 몸매를 하고 있는 육식곤충으로 멋쟁이딱정벌레, 홍단딱정벌레, 명주딱정벌레, 폭탄먼지벌레, 조롱박먼지벌레, 큰노랑테먼지벌레, 길앞잡이, 닻무늬길앞잡이 등이 딱정벌레과에 속한다. 먹이는 달팽이, 나비나 나방의 유충, 지렁이, 곤충의 시체 등이며, 파브르의 '곤충기'에 따르면 등껍질이 부서지는 등의 취약점이 보이면 동족을 잡아먹는 동종포식을 한다고 한다. 초기에는 길앞잡이아과, 먼지벌레아과, 조롱박먼지벌레아과, 폭탄먼지벌레아과 등을 독립적인 과로 분류했으나, 현재는 딱정벌레과의 아과로 취급하고 있다.

## 아과
| - Anthiinae - Apotominae - 폭탄먼지벌레아과 (Brachininae) - 딱정벌레붙이아과 (Broscinae) - 딱정벌레아과 (Carabinae) - 길앞잡이아과 (Cicindelinae) - Ctenodactylinae - 호리먼지벌레아과 (Dryptinae) - 길앞잡이붙이아과 (Elaphrinae) - Gineminae - 먼지벌레아과 (Harpalinae) - Hiletinae - 십자무늬먼지벌레아과 (Lebiinae) - 모래사장먼지벌레아과 (Licininae) - 혹부리먼지벌레아과 (Loricerinae) - Melaeninae - Migadopinae | - 가슴먼지벌레아과 (Nebriinae) - Nototylinae - 강변먼지벌레아과 (Omophroninae) - Orthogoniinae - Panagaeinae - Paussinae - 납작먼지벌레아과 (Platyninae) - Promecognathinae - Protorabinae - Pseudomorphinae - Psydrinae - 길쭉먼지벌레아과 (Pterostichinae) - 등줄벌레아과? (Rhysodinae?) - 조롱박먼지벌레아과 (Scaritinae) - Siagoninae - 꼬마먼지벌레아과 (Trechinae) - Xenaroswellianinae |